# 장미의 성
"장미의 성"은 1969년 공개된 대한민국의 영화이다.

## 배역
- 남궁원
- 남진
- 문정숙
- 윤정희
- 박암